# Тростомартенсит

Схема структуры тростомартенсита. Структура наследствуется от мартенсита, плотность дислокаций высокая, присутствуют карбиды.

Тростомартенсит — структура сталей после закалки, состоящая из троостита и мартенсита.
Структуру троостомартенсита формирует средний (среднетемпературный) отпуск металлов и обеспечивает наиболее высокие свойства упругости, при умеренной твёрдости; применяется для упругих элементов агрегатов и узлов машин (рессоры, пружины, стопорные кольца). Сталь приобретает твердость HRC 40–50. Обеспечивает высокие пределы упругости и выносливости и релаксационную стойкость.